# Freundorfhäuseln
Die Freundorfhäuseln, auch Freundorf-Häuseln, sind eine Streusiedlung in der Gemeinde Klaffer am Hochficht im Bezirk Rohrbach in Oberösterreich.

## Geographie

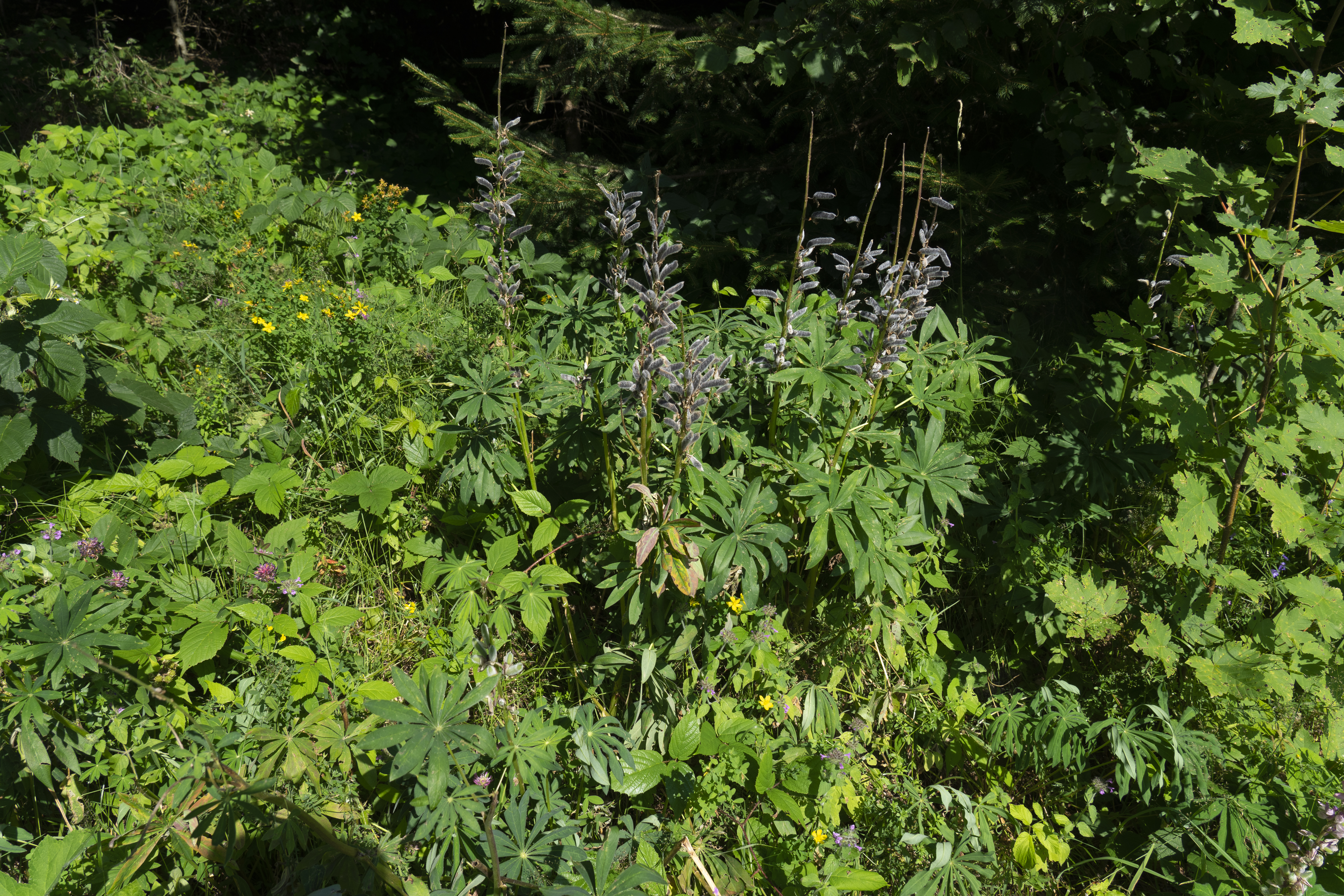
Vegetation der Orchideenwiese

Die Streusiedlung Freundorfhäuseln liegt nordwestlich des Dorfs Freundorf am Rand des geschlossenen Waldgebiets des Böhmerwalds. Hier erstrecken sich Berg-Mähwiesen. Die Siedlung gehört zu den Einzugsgebieten des Freundorfer Hausbachs und des Klafferbachs.
Sie ist Teil der 22.302 Hektar großen Important Bird Area Böhmerwald und Mühltal. Das bebaute Gebiet ist vom 9.350 Hektar großen Europaschutzgebiet Böhmerwald-Mühltäler umgeben. Innerhalb der Freundorfhäuseln befindet sich das kleine Naturschutzgebiet der Orchideenwiese in Freundorf.

## Sage
Die Sage Der Teufelstein berichtet von einem unartigen Buben aus den Freundorfhäuseln, der eines Nachts vom Teufel gejagt wird und sich daraufhin bessert.